# Getebergsled

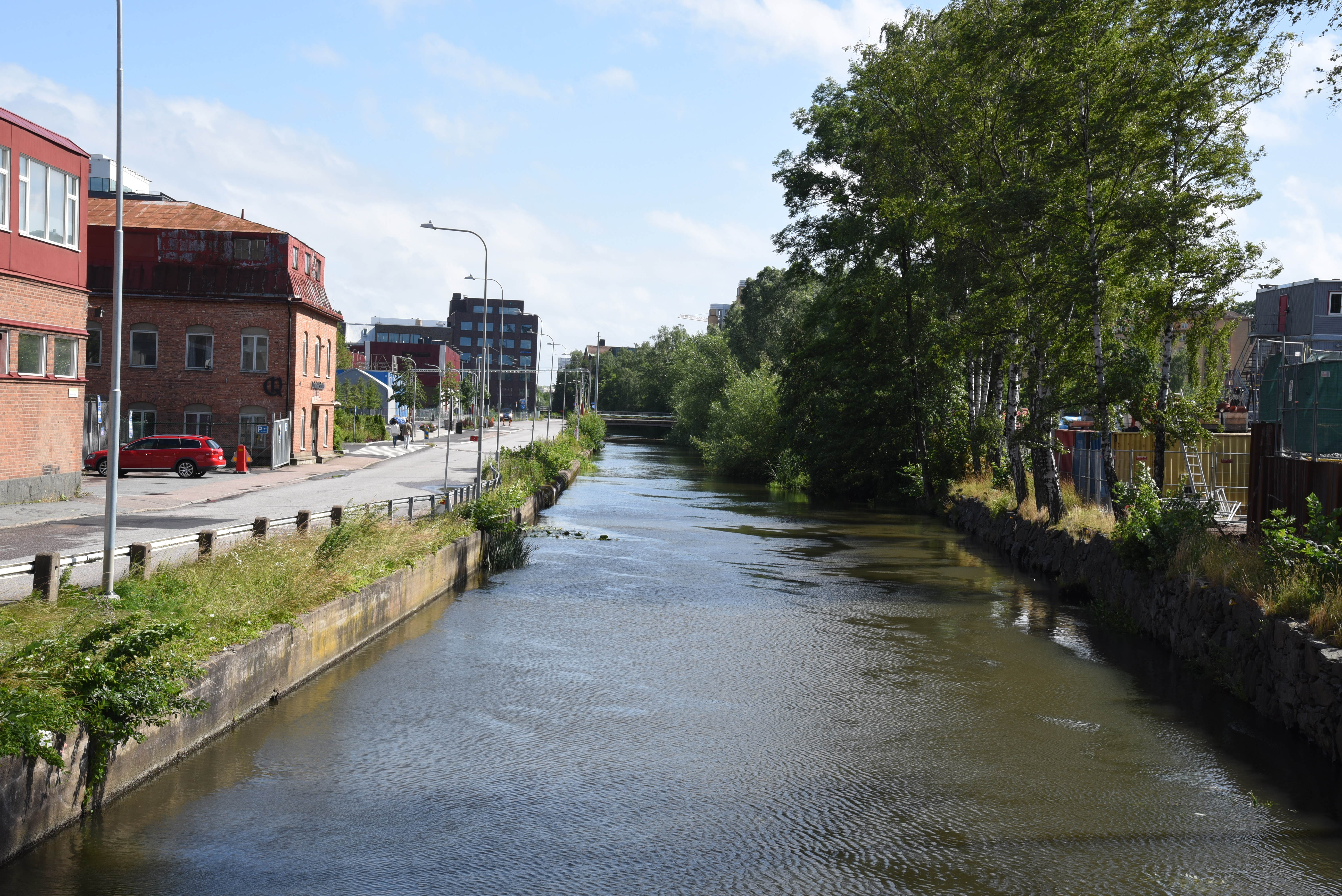
Mölndalsån från bron vid Getebergsled.

Getebergsled är en gata inom stadsdelarna Heden och Krokslätt i Göteborg. Den är sedan april 2023 en gång- och cykelväg på cirka 200 meter.
Gatan fick sitt namn 1923 efter Getebergsledet vid stadens gamla gräns mot Krokslätt i Mölndal. Gatunamnet Getebergsled uppkom i samband med etablering av nöjesparken Liseberg vid 300-årsjubileet 1923 av Göteborgs grundande. Eftersom Liseberg sedan 2019 byggt ett hotell och badhus på marken för den tidigare gatan, så upphörde den temporärt, men fick en ny dragning i september 2021.
När byggnadsarbetet slutfördes i april 2023, så blev gatan istället en gång- och cykelväg. Därmed återfick den sin tidigare funktion som genväg mellan Örgryte och Mölndalsvägen.

## Historik
Namnet Getabergs Broon förekom år 1639 och vid Getebergsledet gick stadens tidigare gräns mot Krokslätt i Mölndal. År 1766 hittas namnet Getebergs led i samband med bebyggelse på platsen och redan år 1720 som namn på "ledet" (grinden) mot Krokslätt.
Betydelsen är sannolikt "berget där getter brukar gå". Göteborgshistorikern C.R.A. Fredberg skriver 1922 om platsen: "-- en utmärkt, fast något sank tummelplats i fordomtima för traktens getter och får och andra kreatur".
Galgplatsen låg på den södra bergshöjden vid Getebergsled, där galgen sattes upp år 1702 och stod kvar så sent som år 1859. Intill Geteberget låg en krog, benämnd Halekrogen. På 1750-talet förvanskades namnet i dagligt tal till Galgekrogen, då den var den sista fristen där den dödsdömde fick tömma en styrkedryck innan vandringen fortsatte uppför galgbacken.
År 1970 byggdes en provisorisk avfart från E6:an, vilken anslöt till Mölndalsvägen vid Eriksbergs Bryggeri, varvid Getebergsled breddades mellan bryggeriet och Liseberg. Avfarten togs bort sedan E6:an invigts år 1980.